# Crossover (basket-ball)
Pour les articles homonymes, voir Crossover.
|  |

Dans le basket-ball, le crossover est une variation du dribble, accompagnée d'un changement de main dans le but de passer un adversaire direct.
Il en existe plusieurs variantes :
Normal crossoverLe joueur change de direction rapidement tout en passant la balle à la main opposée. Cette démarche s'appuie principalement sur la vitesse.
Killer crossoverDans ce mouvement, le joueur feint d'aller dans une direction, généralement avec un grand pas. Le joueur passe alors le dribble de l'autre main entre ses jambes et se déplace dans cette direction. C'est l'une des méthodes les plus efficaces pour échapper à un défenseur qui effectue un marquage de près. Un de ses pionniers en NBA est Tim Hardaway. Il est également populaire en streetball, car il peut faire perdre l'équilibre au défenseur qui réagirait trop vite.
Double crossoverCe mouvement peut être considéré comme un crossover simulé. L'attaquant change le ballon de main comme dans un crossover classique, puis reprend rapidement le ballon dans sa main initiale. Le double crossover ne vise pas à passer directement le défenseur mais à être une source de confusion pour lui et à rompre son équilibre.
Ankle breakerL'ankle breaker (briseur de cheville en français) est un crossover qui casse les appuis du défenseur et qui fait tomber celui-ci, il est considéré par beaucoup comme la honte suprême pour un défenseur. Ses maîtres incontestés sont Allen Iverson et le streetballeur Larry Williams.